# Садрудинов, Саид Зиявудинович
Саид Зиявудинович Садрудинов (6 ноября 2001, с. Кардиб, Тляратинский район, Дагестан, Россия) — российский и бахрейнский дзюдоист, победитель Чемпионата Азии, обладатель Кубка России, Мастер спорта России.

## Спортивная карьера
Уроженец селения Кардиб Тляратинского района Дагестана. С 2018 года занимается дзюдо, тренировался сначала в Махачкале в СДЮСШОР по единоборствам у Руслана Гамзатова. Далее стал представлять челябинскую школы «Конас», где занимался под руководством Александра Миллера. В середине мая 2021 года в Каспийске выиграл чемпионат Дагестана. В середине февраля 2022 года в Каспийске выиграл Первенство Дагестана среди юниоров. В начале апреля 2022 года в Тюмени завоевал серебряную медаль первенства России среди юниоров до 23 лет. 29 ноября 2022 года ему было присвоено звание мастер спорта России. В начале февраля 2023 года в Ставрополе он стал серебряным призёром на Первенстве СКФО среди юниоров и юниорок до 23 лет. В середине февраля 2023 года в Махачкале победил на Первенстве Дагестана среди юниоров до 23 лет. В марте 2023 года в Екатеринбурге, одержав три победы вышел в финал Первенства России среди юниоров до 23 лет, где уступил Адаму Сангариеву из Чечни, став обладателем серебряной медали. В начале декабря 2023 года в Кизляре одержал победу на открытом межрегиональном турнире памяти сотрудников Центра специального назначения ФСБ России. В середине декабря 2023 года в Нижнем Новгороде, победив в финале Николая Коваленко из ХМАО, победил на Кубке России. 1 декабря 2024 года в Тюмени, одолев в финале Игоря Долганова из Свердловской области во второй раз подряд стал обладателем Кубка России. С 2025 года представляет Бахрейн. В конце апреля 2025 года в Бангкоке, одержав победу в финале над Джафаром Костоевым из ОАЭ, стал чемпионом Азии.

## Спортивные результаты
- Кубок России по дзюдо 2023 — ;
- Кубок России по дзюдо 2024 —
- Чемпионат Азии по дзюдо 2025 — ;